# Clase Paulding
Los destructores de la clase Paulding' fueron una serie de destructores de la Armada de los Estados Unidos derivados de la clase Smith con los tubos de torpedos aumentados de tres a seis a través de montajes gemelos. Fueron los primeros destructores de la Marina de los EE. UU. con calderas de petróleo. Los 21 buques de la clase Paulding  duplicaron el número de destructores en la Marina de los EE.UU. La clase Paulding deriva su nombre del barco líder de la clase, Paulding, llamado así por el contraalmirante Hiram Paulding (1797–1878). Al igual que los Smith, fueron apodados "flivvers" por el pequeño y tambaleante Ford Modelo T. una vez que los destructores más grandes de "mil toneladas" entraron en servicio.
Por lo general, 21 barcos, con números de casco del 22 al 42, se consideran de Paulding. Sin embargo, algunas referencias enumeran los números de casco 32 a 42 como la clase Monaghan. Otros rompen los cascos 24–28, 30, 31, 33 y 36 como clase Roe, con los cascos 32, 35 y 38–42 como clase Monaghan. Curiosamente, los barcos de combate de la Primera Guerra Mundial de Jane se refieren a los cascos 22–42 como los 21 [barcos de la] clase Drayton, y continúa diciendo "Conocido extraoficialmente como 'Tipo Flivver'"; el libro incluye a Paulding en la lista de la clase, pero no como líder de la clase.

## Galería

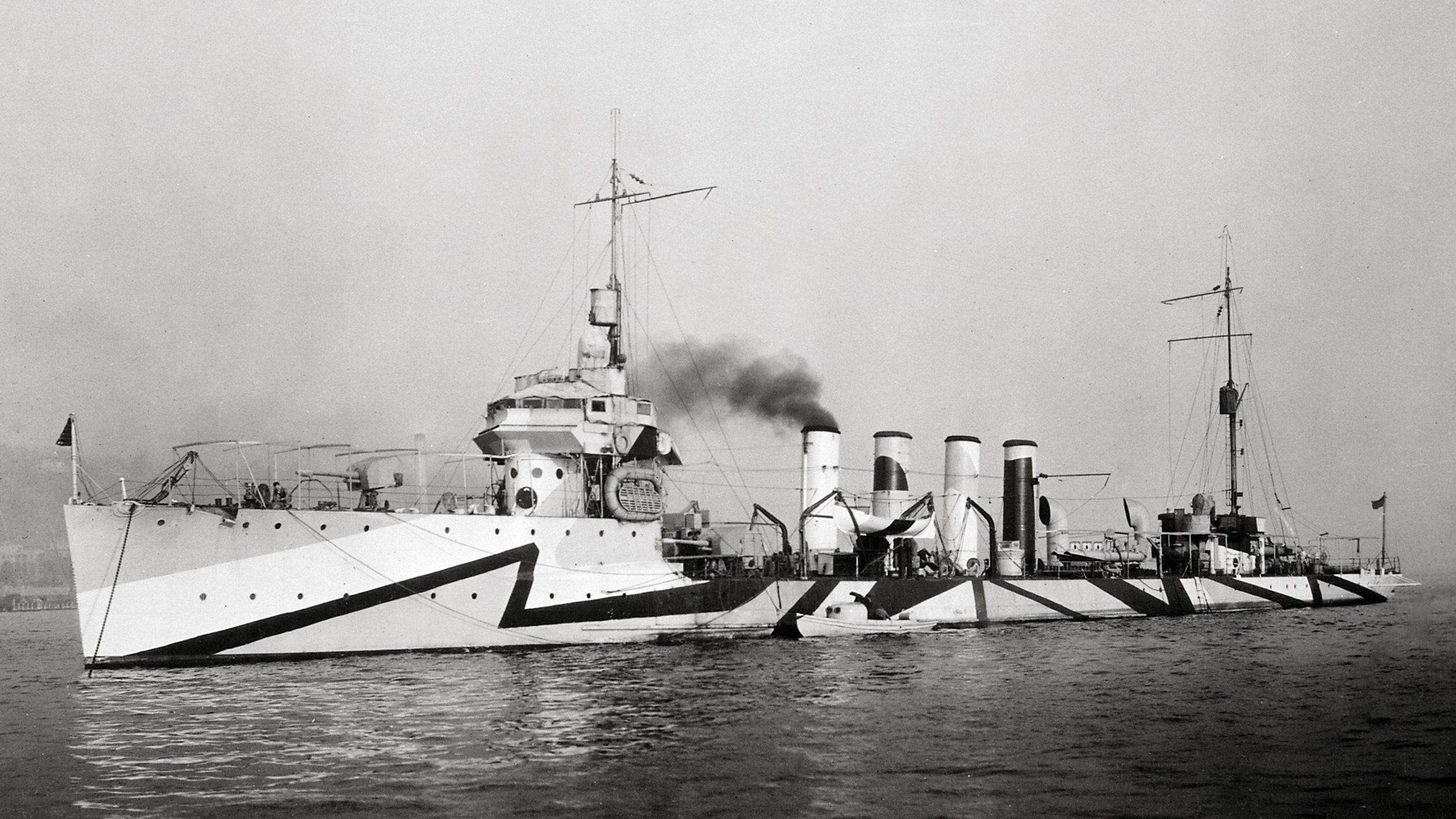
Henley en camuflaje disruptivo
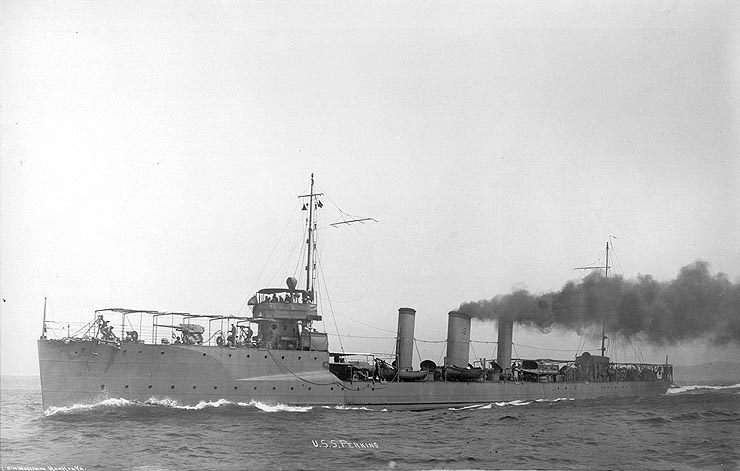
Perkins Perkins con diseño de tres chimeneas
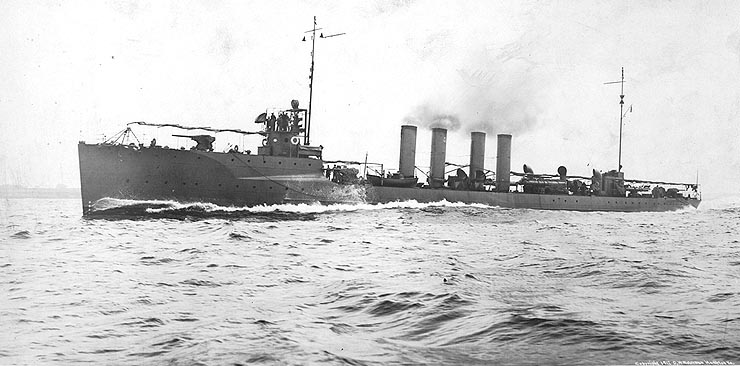
Trippe con cuatro chimeneas